# Lista de presidentes do Paysandu Sport Club
Esta lista contém a maioria presidentes da história do Paysandu Sport Club, de Belém. Maurício Ettinger é o atual presidente, foi eleito para o biênio 2021/2022 e foi reeleito para comandar o clube no biênio 2023/2024.

## Lista
| Presidente                | Período           | Fonte                |
| Deodoro de Mendonça       | 1914              | [ 1 ]                |
| Francisco Xavier da Silva | 1921              |                      |
| Ofyr de Loiola            | 1927              |                      |
| Leônidas Sodré de Castro  | 1930-31           |                      |
| Francisco Aguiar Nogueira | 1939              |                      |
| Álvaro Fonseca            | 1939-1940         |                      |
| Jorge Faciola de Souza    | 1950              |                      |
| Urubatan D’Oliveira       | 1965              | [ 2 ]                |
| Paulo Mota de Castro      | 1965-67           | [ 3 ]                |
| Antônio Couceiro          | 1983-84           |                      |
| Asdrubal Bentes           | 1991-92           | [ 4 ] [ 5 ]          |
| Rui Salles                | 1993-95           |                      |
| Ricardo Rezende           | 1996-99           |                      |
| Joaquim Ramos             | 2000              |                      |
| Artur Tourinho            | 2001-06           |                      |
| Miguel Pinho              | 2007-04/08        | [ 6 ] [ 7 ]          |
| Luiz Omar Pinheiro        | 04/08-2012        | [ 8 ] [ 9 ]          |
| Vandick Lima              | 2013-14           | [ 10 ]               |
| Alberto Maia              | 2015-16           | [ 11 ]               |
| Sérgio Serra              | 2017-07/17        | [ 12 ] [ 13 ]        |
| Tony Couceiro             | 07/2017-18        | [ 14 ]               |
| Ricardo Gluck Paul        | 2019-20           | [ 15 ] [ 16 ]        |
| Ieda Almêida (Interina)   | 11/19 - 12/19     | [ 17 ]               |
| Maurício Ettinger         | 2021 - 2025       | [ 18 ] [ 19 ] [ 20 ] |
| Roger Aguilera            | 2025 - Atualmente |                      |